# Abu Francis
Abu Francis (Accra, 27 aprile 2001) è un calciatore ghanese, centrocampista del Tolosa e della nazionale ghanese.

## Caratteristiche tecniche
È un centrocampista offensivo.

## Carriera

### Club
Nato ad Accra e cresciuto nella Right to Dream Academy, nel 2019 è stato acquistato dal Nordsjælland, dopo aver fatto uno stage alcuni anni prima ed aver giocato il Torneo di Viareggio nelle primavera passata. Ha debuttato in prima squadra il 14 luglio in occasione dell'incontro di Superligaen vinto 3-0 contro l'Horsens, mentre un mese più tardi ha segnato la sua prima rete, utile a fissare il punteggio sul definitivo 2-2 contro il Silkeborg.

### Nazionale
Il 26 marzo 2024 esordisce in nazionale maggiore nell'amichevole pareggiata per 2-2 contro l'Uganda.

## Statistiche
Statistiche aggiornate al 31 ottobre 2020.

### Presenze e reti nei club
| Stagione             | Squadra              | Campionato           | Campionato | Campionato | Coppe nazionali | Coppe nazionali | Coppe nazionali | Coppe continentali | Coppe continentali | Coppe continentali | Altre coppe | Altre coppe | Altre coppe | Totale | Totale | Totale |
| Stagione             | Squadra              | Comp                 | Pres       | Reti       | Comp            | Pres            | Reti            | Comp               | Pres               | Reti               | Comp        | Pres        | Reti        | Pres   | Reti   |        |
| -------------------- | -------------------- | -------------------- | ---------- | ---------- | --------------- | --------------- | --------------- | ------------------ | ------------------ | ------------------ | ----------- | ----------- | ----------- | ------ | ------ | ------ |
| 2019-2020            | Nordsjælland         | SL                   | 20         | 2          | CD              | 2               | 0               | -                  | -                  | -                  | -           | -           | -           | 22     | 2      |        |
| 2020-2021            | Nordsjælland         | SL                   | 19         | 5          | CD              | 2               | 0               | -                  | -                  | -                  | -           | -           | -           | 21     | 5      |        |
| 2021-2022            | Nordsjælland         | SL                   | 16         | 0          | CD              | 1               | 0               | -                  | -                  | -                  | -           | -           | -           | 17     | 0      |        |
| Totale Nordsjælland  | Totale Nordsjælland  | Totale Nordsjælland  | 55         | 7          |                 | 5               | 0               |                    | -                  | -                  |             | -           | -           | 60     | 7      |        |
| 2022-2023            | Cercle Bruges        | D1                   | 26+5       | 1+1        | CB              | 2               | 0               | -                  | -                  | -                  | -           | -           | -           | 33     | 2      |        |
| 2023-2024            | Cercle Bruges        | D1                   | 8+10       | 0          | CB              | 0               | 0               | -                  | -                  | -                  | -           | -           | -           | 18     | 0      |        |
| 2024-2025            | Cercle Bruges        | D1                   | 33+2       | 0          | CB              | 2               | 1               | UEL+UECL           | 4+8                | 0                  | -           | -           | -           | 47+2   | 1      |        |
| Totale Cercle Bruges | Totale Cercle Bruges | Totale Cercle Bruges | 82+2       | 2          |                 | 4               | 1               |                    | 12                 | 0                  |             | -           | -           | 98+2   | 3      |        |
| 2025-2026            | Tolosa               | L1                   | -          | -          | CF              | -               | -               | -                  | -                  | -                  | -           | -           | -           | -      | -      |        |
| Totale carriera      | Totale carriera      | Totale carriera      | 139        | 9          |                 | 9               | 1               |                    | 12                 | 0                  |             | -           | -           | 160    | 10     |        |

### Cronologia presenze e reti in nazionale
| Cronologia completa delle presenze e delle reti in nazionale ― Ghana | Cronologia completa delle presenze e delle reti in nazionale ― Ghana | Cronologia completa delle presenze e delle reti in nazionale ― Ghana | Cronologia completa delle presenze e delle reti in nazionale ― Ghana | Cronologia completa delle presenze e delle reti in nazionale ― Ghana | Cronologia completa delle presenze e delle reti in nazionale ― Ghana | Cronologia completa delle presenze e delle reti in nazionale ― Ghana | Cronologia completa delle presenze e delle reti in nazionale ― Ghana |
| Data                                                                 | Città                                                                | In casa                                                              | Risultato                                                            | Ospiti                                                               | Competizione                                                         | Reti                                                                 | Note                                                                 |
| -------------------------------------------------------------------- | -------------------------------------------------------------------- | -------------------------------------------------------------------- | -------------------------------------------------------------------- | -------------------------------------------------------------------- | -------------------------------------------------------------------- | -------------------------------------------------------------------- | -------------------------------------------------------------------- |
| 26-3-2024                                                            | Marrakech                                                            | Uganda                                                               | 2 – 2                                                                | Ghana                                                                | Amichevole                                                           | -                                                                    | 65’                                                                  |
| 18-11-2024                                                           | Accra                                                                | Ghana                                                                | 1 – 2                                                                | Niger                                                                | Qual. Coppa d'Africa 2025                                            | -                                                                    |                                                                      |
| 21-3-2025                                                            | Accra                                                                | Ghana                                                                | 5 – 0                                                                | Ciad                                                                 | Qual. Mondiali 2026                                                  | -                                                                    | 71’                                                                  |
| 24-3-2025                                                            | Al Hoceima                                                           | Madagascar                                                           | 0 – 3                                                                | Ghana                                                                | Qual. Mondiali 2026                                                  | -                                                                    | 37’ 80’                                                              |
| 28-5-2025                                                            | Brentford                                                            | Ghana                                                                | 1 – 2                                                                | Nigeria                                                              | Amichevole                                                           | -                                                                    | 83’                                                                  |
| 31-5-2025                                                            | Brentford                                                            | Trinidad e Tobago                                                    | 0 – 4                                                                | Ghana                                                                | Amichevole                                                           | -                                                                    | 71’                                                                  |
| Totale                                                               |                                                                      | Presenze                                                             | 6                                                                    |                                                                      | Reti                                                                 | 0                                                                    |                                                                      |